# 郭素沁
郭素沁（1964年3月31日—），馬來西亞政治人物，為馬來西亞华人，祖籍中國广东省惠州客家人。为民主行动党副秘书长兼吉隆坡士布爹國會議員，前任马来西亚原产业部长，也是现任马来西亚公共账目委员会副主席。

## 出生与教育
郭素沁生於1964年3月3日在吉隆坡出世，她曾于吉隆坡坤成小学、芙蓉中华中学就读，由于在大马教育文凭（SPM）的成绩不理想，在拉曼学院就读马来西亚高级文凭（STPM），在过后成功考取并畢業於馬來西亞理科大學修读大眾傳播系，並擁有马来亚大学政治學學位与哲学系碩士学位。

## 政治生涯
1999年马来西亚大选，因马华公会士布爹候选人蔡崇继发表“站蹲论”引起批评，郭素沁胜选成为士布爹国会议员。她同时也是民主行动党宣传秘书，行动党妇女组全国秘书与行动党纪律委员会成员。
2008年3月8日，郭素沁在第12届全国大选中蝉联国会士布爹议员的同时，也赢得雪兰莪州议会金銮议席，出任雪兰莪州行政议员和投资与贸工常务委员会主席。
2008年9月12日，郭素沁在内安法令下被扣留。

### 希望联盟执政时期（2018年至2020年）
2018年7月2日，郭素沁加入由第7任首相马哈迪·莫哈末领导的联邦政府内阁成员，出任马来西亚原产业部长。

#### 推广棕油产业
郭素沁担任原产业部长除了实施提升国内种植园园主的权益和产量品质的政策之外，其施政最大的特点是发展与推销国内棕油相关产品。她致力通过多方贸易推广和宣传棕油的益处，并在国内发起「我爱棕油」运动。提议将棕油知识纳入小学教育课题和国会议员每天喝一汤匙棕油保持建康等提议，因此国内多数民众称她为「棕油推销部长」。
2019年，棕油贸易因为受到欧盟以油棕种植会破坏和污染环境（参考印尼烧芭）等因素，欧盟开始抵制马来西亚棕油产品进入其市场，使棕油贸易进入低潮。郭素沁向各国代表解释棕油种植不会对环境造成破坏，也计划向世界贸易组织提出控诉。
随着2020年2月24日政治危机中希望联盟政府的垮台，她亦辞去所有职务。

### 团结政府执政时期（2022年）
2024年7月16日，郭素沁委得国会下议院提名担任马来西亚公共账目委员会副主席职位，以取代于6月12日受委为马来西亚人才机构（TalentCorp）董事会主席的黄书琪。

## 争议

### 贺岁短片风波
2014年2月，郭素沁推出《馬來犀利啊！》贺岁短片，諷刺馬華公會，被指攻擊馬來人及伊斯蘭教，其服務中心多次因事受到滋擾，行動黨元老林吉祥指國陣內馬來人被其陣營內之華人領袖誤導。

### 干预言论与教育自由
郭素沁在社交视频上看见吉隆坡某一所国际学校的学生在表演的话剧内容发表反棕油的言论，于2019年7月2日在国会召开记者会，斥责该校师生灌输错误的反棕油讯息，并表示「我们对国外，尤其欧洲反对棕油业已经作出很多抗议，没想到类似事件竟然会在我国学校发生」的言论引来非议。随后马来西亚教育部向所有私立学校发出警告信，表示破坏国家形象及名誉的任何宣传及思想灌输，将会受到法律对付，使事件升级。
郭素沁遭到网民、环保分子及学运份子炮轰是在干预言论自由和教育自由，该校代表认为她只是通过社交视频就批评学生的行为并不妥当。该区议员杨巧双也为视频中的师生辩护。郭素沁否认干预言论自由的指责并坚持自己的立场，表示“政府努力应对棕油业各种挑战，尤其是西方国家的反棕油运动之际，国人却排挤我们自己的产品，而学校老师也无法整体理解问题，这确实让我们沮丧。”并邀请国际学校以及大专院校的管理层和老师对话，讨论大马棕油业的相关议题。7月6日，郭素沁与该校代表展开交流对话， 化解了双方矛盾后事件告一段落。

### 华裔外籍劳工论
2019年12月8日，郭素沁出席吉隆坡中华独中百年校庆联欢晚宴致辞时，呼吁人们应该善待外籍劳工，表示马来西亚华裔先贤从中国南来时，他们也是外劳，要求人们善待外劳，就是记念祖先。并举例说其父母和令祖父也是从中国漂洋过海远渡南来马来亚谋生，也是属于外劳，引发华社哗然。马华公会署理总会长马汉顺对此批评郭素沁是自我矮化种族身份，把马来西亚华裔先贤和建国者身份分开，变成外劳身份，要求她对此道歉。郭素沁反驳，华裔确实在19世纪后期的清朝时代被「卖猪仔」到马来亚做劳工，称马汉顺不懂历史很无知，引发争论。

### 反对清真认证言论
2024年9月7日，郭素沁发表反对首相署（宗教事务）部长纳因·莫达宣布伊斯兰发展局正在考虑一项提议，要求不提供猪肉或酒精的餐馆和食品公司强制实施清真认证的倡议，还指强制清真认证加重企业负担及令国家蒙羞言论，引起反对派及非政府团体的批评。马来西亚皇家警察至少接到28宗针对她的投报。郭素沁被以刑事法典298（蓄意透過言语伤害他人宗教情感）、505（b）（破坏公共安宁）条文，以及1998年通讯及多媒体法令233条文展開调查。

## 选举成绩
| 年份 | 选区     | 候选人 | 候选人           | 得票数 | 得票率 | 竞选对手 | 竞选对手           | 得票数 | 得票率 | 总票数 | 多数票 | 投票率 |
| ---- | -------- | ------ | ---------------- | ------ | ------ | -------- | ------------------ | ------ | ------ | ------ | ------ | ------ |
| 2008 | N30 金銮 |        | 郭素沁（行动党） | 12,990 | 64.11% |          | 高祥威（马华公会） | 7,251  | 35.79% | 20,517 | 5,739  | 79.31% |

| 年份 | 选区               | 候选人 | 候选人           | 得票数 | 得票率 | 竞选对手                        | 竞选对手           | 得票数 | 得票率 | 总票数 | 多数票 | 投票率 |
| ---- | ------------------ | ------ | ---------------- | ------ | ------ | ------------------------------- | ------------------ | ------ | ------ | ------ | ------ | ------ |
| 1995 | 霹靂 P062 怡保西区 |        | 郭素沁（行动党） | 19,747 | 44.51% |                                 | 何掌醒（马华公会） | 24,616 | 55.49% | 45,693 | 4,869  | 68.71% |
| 1999 | 吉隆坡 P110 士布爹 |        | 郭素沁（行动党） | 28,657 | 54.33% |                                 | 蔡崇继（马华公会） | 23,457 | 44.47% | 52,995 | 5,200  | 73.59% |
| 1999 | 吉隆坡 P110 士布爹 |        | 郭素沁（行动党） | 28,657 | 54.33% | 廖金华（马来西亚民主党）        | 457                | 0.87%  |        | 52,995 | 5,200  | 73.59% |
| 1999 | 吉隆坡 P110 士布爹 |        | 郭素沁（行动党） | 28,657 | 54.33% | 都莱车尔凡·姆鲁哥宋（独立人士） | 134                | 0.25%  |        | 52,995 | 5,200  | 73.59% |
| 2004 | 吉隆坡 P122 士布爹 |        | 郭素沁（行动党） | 33,197 | 62.29% |                                 | 陈元虎（马华公会） | 20,302 | 37.56% | 53,499 | 12,895 | 62.29% |
| 2008 | 吉隆坡 P122 士布爹 |        | 郭素沁（行动党） | 47,230 | 81.38% |                                 | 周志琳（马华公会） | 10,738 | 18.50% | 58,207 | 36,492 | 75.70% |
| 2013 | 吉隆坡 P122 士布爹 |        | 郭素沁（行动党） | 61,500 | 85.95% |                                 | 王晓庭（马华公会） | 9,948  | 13.90% | 71,859 | 51,552 | 83.58% |
| 2018 | 吉隆坡 P122 士布爹 |        | 郭素沁（行动党） | 63,094 | 89.97% |                                 | 陈君儿（马华公会） | 7,035  | 10.03% | 70,583 | 56,059 | 81.83% |
| 2022 | 吉隆坡 P122 士布爹 |        | 郭素沁（行动党） | 73,234 | 83.74% |                                 | 黄裕源（民政党）   | 6,047  | 6.91%  | 88,107 | 67,187 | 70.60% |
| 2022 | 吉隆坡 P122 士布爹 |        | 郭素沁（行动党） | 73,234 | 83.74% | 李家兴（马华公会）              | 6,032              | 6.90%  |        | 88,107 | 67,187 | 70.60% |
| 2022 | 吉隆坡 P122 士布爹 |        | 郭素沁（行动党） | 73,234 | 83.74% | 李伟康（独立人士）              | 1,276              | 1.46%  |        | 88,107 | 67,187 | 70.60% |
| 2022 | 吉隆坡 P122 士布爹 |        | 郭素沁（行动党） | 73,234 | 83.74% | 连彩玲（独立人士）              | 865                | 0.99%  |        | 88,107 | 67,187 | 70.60% |

## 外部連結
- 部落格 （页面存档备份，存于）.
- 国会
- 采访